# Storia del baseball in Italia
Il baseball italiano ha avuto una storia piuttosto lunga e travagliata: nonostante venisse praticato fin dalla fine dell'Ottocento, i primi campionati federali e la FIBS vennero costituiti dal secondo dopoguerra.
Da allora il movimento non fece altro che crescere fino ad arrivare ai giorni nostri in cui vi sono circa 50.000 tesserati e 450 società affiliate alla FIBS, suddivise in 5 livelli di gioco, tra cui la Italian Baseball League (ora chiamata di nuovo Serie A1 Baseball), la quale è considerata insieme al campionato olandese la più competitiva d'Europa. La nazionale rappresenta la FIBS nelle competizioni internazionali e detiene numerosi titoli europei.

## Gli albori
I primi incontri di baseball organizzati in italia e regolarmente documentati dalla Gazzetta Livornese  furono giocati tra il 23 e il 27 gennaio 1887 a Livorno da un gruppo di marinai statunitensi.
Nel 1889 Albert Goodwill Spalding organizzò un tour con lo scopo di diffondere il baseball a livello mondiale; una tappa venne giocata in Italia, più precisamente il 19, 22, 27 febbraio rispettivamente a Napoli, Roma (in Piazza di Siena di fronte al Re Umberto I) e Firenze.

Per i vent'anni successivi non si tenne più alcun incontro di baseball.

Verso gli anni venti ci furono due importanti tentativi di organizzare partite di baseball. Il primo è da attribuire a Guido Graziani, che, nel 1919, organizzò partite a Roma, ma a causa di un suo trasferimento l'evento non ebbe seguito.
Il secondo tentativo è da attribuire ad uno dei pionieri del baseball italiano: Mario Ottino, noto con lo pseudonimo di Max Ott.
Max Ott era un italiano emigrato negli Stati Uniti con la sua famiglia verso i primi del Novecento. Per motivi familiari ritornò in Italia varie volte nel 1919 e nel 1923, dove organizzò vari incontri di baseball, ma il suo vero contributo arrivò successivamente.

## Tra le due guerre
Per circa dieci anni non vi furono documentazioni riguardo a partite di baseball sul suolo italiano.
Un contributo rilevante fu dato dall'Accademia di Educazione Fisica della Farnesina la quale mandò un gruppo di giovani negli Stati Uniti, al loro ritorno intorno al 1929 vennero eseguiti incontri dimostrativi nello Stadio della Farnesina e nello Stadio dei Marmi i quali iniziarono ad avere un certo seguito. Altri incontri vennero giocati negli anni successivi anche fuori dalla capitale tra cui San Remo, giustificati dal fatto che le iniziative cominciavano ad avere un significativo successo di pubblico.
Con l'avvicinamento del fascismo su posizioni autarchiche soprattutto dopo la proclamazione delle sanzioni all'Italia che aveva invaso l'Etiopia, ci fu una drastica interruzione delle attività (a causa della frequente associazione tra baseball e cultura americana).

## I primi campionati e le prime federazioni
Col definitivo ritorno di Max Ott in Italia durante il secondo conflitto mondiale vennero organizzate numerose partite tra Nettuno ed Anzio giocate dai militari statunitensi.
Bisognerà aspettare al 1948 per avere la prima organizzazione di baseball italiana.
Il 12 marzo 1948 a Milano venne costituita la Lega Italiana Baseball (LIB). I primi fondatori furono: Max Ott, Milesi, Porrati, D'Orio e Donnabella. La prima Partita giocata interamente da giocatori italiani fu praticata il 27 giugno 1948 a Milano davanti a un pubblico di 3000 persone.
Il primo campionato fu organizzato lo stesso anno con cinque squadre: Libertas Bologna, Milano Baseball, Yankees, Indians e Leo, il quale fu vinto dalla compagine della città felsinea, società che passerà il testimone alla blasonata Fortitudo Baseball.
Il 13 dicembre 1948 il principe Steno Borghese a Nettuno fonda la Federazione Italiana Baseball Softball la quale organizzerà campionati paralleli alla LIB, fino a fondersi con la stessa il 29 gennaio 1950 col nome di FIPaB (Federazione Italiana Palla a Base). La quale però venne riconosciuta dal CONI soltanto nel 1953 come federazione "aderente”.

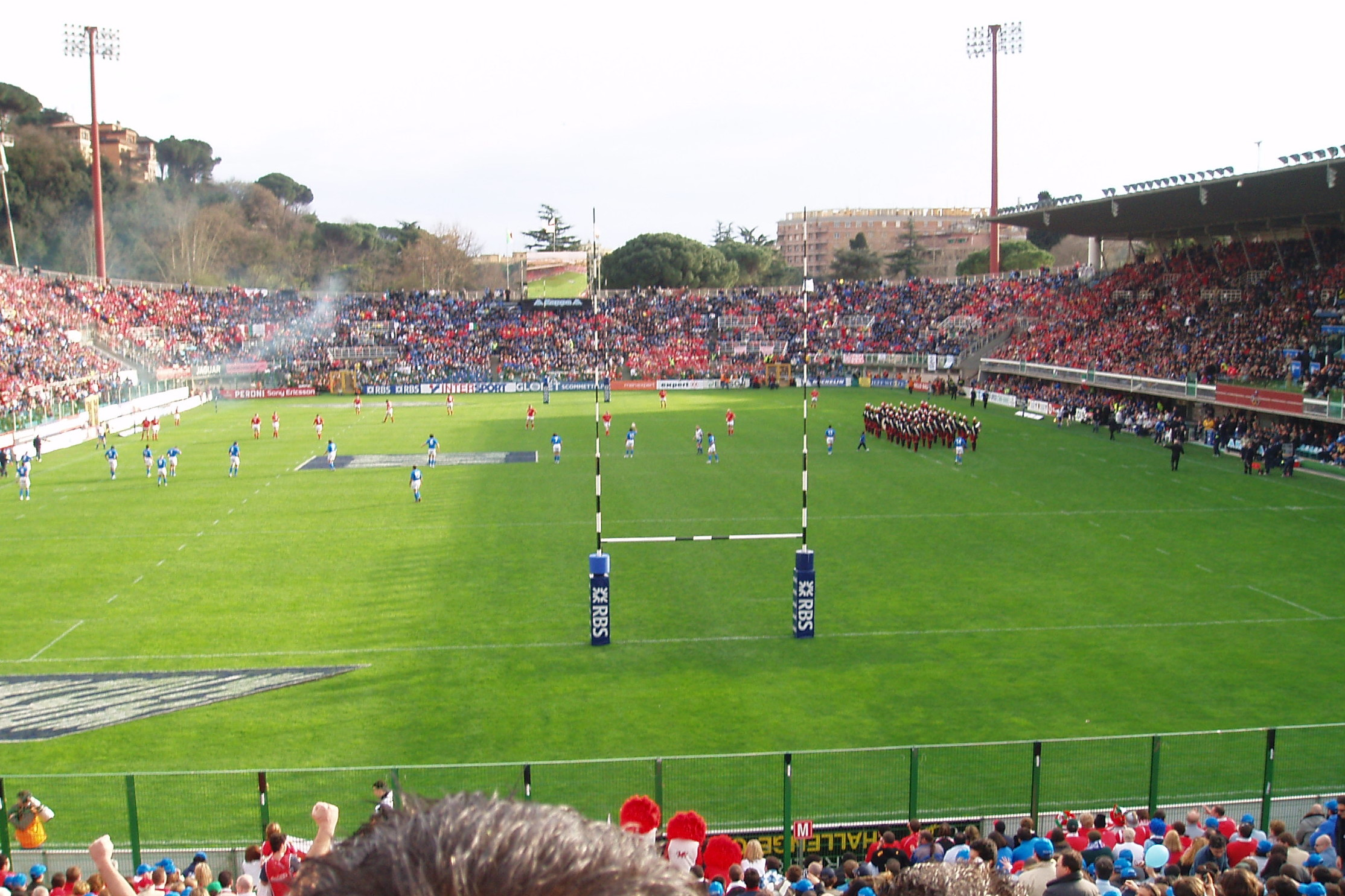
Lo Stadio Flaminio, Roma. Nonostante fosse uno stadio di Rugby, ospitò il primo incontro regolare della nazionale italiana di baseball nel 1952.

## Tra gli anni cinquanta e settanta
Il primo incontro ufficiale della nazionale italiana di baseball venne giocato il 31 agosto 1952 allo stadio Flaminio di Roma, davanti a oltre 12.000 spettatori contro la Spagna. L'incontro si concluse 7-3 in favore degli iberici. I successi della nazionale, comunque non tardarono ad arrivare: nel 1954 la nazionale vinse la prima edizione del Campionato Europeo, disputata in Germania.
Nell'edizione del 1955 non si classificò tra le prime tre, nell'edizione del 1956 giocata proprio in Italia invece si classificò terza.
Tali importanti risultati del baseball Italiano in ambito internazionale portarono il CONI a proclamare la FIPaB Federazione "effettiva” nel 1957 in tale occasione venne modificato il nome in Federazione Italiana Baseball Softball (FIBS).
Giuseppe Ghillini e Bruno Beneck si succedettero alla guida della federazione dal 1960 al 1970. Lo stesso anno la nazionale partecipò al primo campionato mondiale di baseball organizzato dalla Federazione Mondiale (IBAF) in Colombia. La prima edizione della Coppa Intercontinentale nel 1973 venne giocata in Italia.

Nel 1975 venne vinto un europeo e nel 1978 venne organizzato il primo campionato mondiale di baseball su suolo italiano, la nazionale si classificò sesta. Intanto nel campionato nazionale il numero di gare settimanali venne aumentato a tre. 

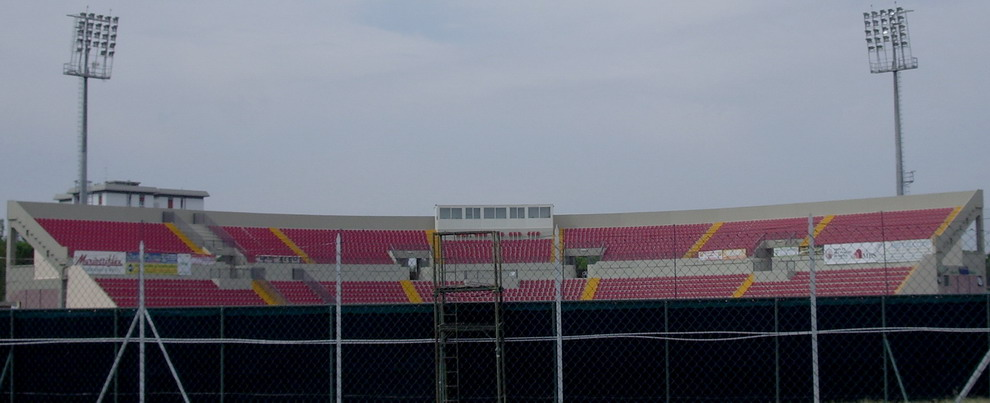
Le tribune dello Stadio Stadio Roberto Jannella del Bbc Grosseto, il quale ospitò la finale dell'europeo.

## Gli anni ottanta
Nel 1983 l'Italia vinse il campionato europeo giocati in Toscana, la finale fu giocata a Grosseto nello Stadio Roberto Jannella davanti a 7000 tifosi. Il titolo garantì all'Italia la partecipazione alle Olimpiadi successive. Nonostante il fatto che, in questo periodo, il numero di praticanti e squadre e il seguito per tale sport stesse aumentando notevolmente, rispetto al decennio passato, in ambito internazionale i risultati furono piuttosto deludenti: decimo, undicesimo, sesto e nono posto nei mondiali rispettivamente del 1982, 1984, 1986, 1988 (la quale edizione fu giocata in Italia). Dal 1986, il campionato nazionale si divise in regular season e play-off. Il presidente federale in quegli anni era Aldo Notari, il quale rimase in carica fino al 2001.
La seconda metà degli anni ottanta sono considerati un periodo di declino per il baseball in Italia, da attribuire probabilmente alla diffusione dei giocatori oriundi all'interno della nazionale e dei campionati federali che probabilmente causarono un minor interesse da parte del pubblico.

## Dagli anni novanta al 2007
Nonostante ciò, a cavallo tra due decenni vennero vinti due campionati europei, nel 1989 e nel 1990, poi dopo secondi posti in tutte le edizioni, un altro primo posto nel 1997. Nello stesso anno venne inaugurato in Italia il primo Campionato Italiano di baseball per ciechi, attualmente partecipano sei società.
Nel mondiale del 1998 giocato in Italia la nazionale raggiunge il miglior risultato di sempre: il quarto posto. Dopo una breve apparizione di Everardo Dalla Noce alla guida della FIBS (dimessosi dopo pochi mesi per problemi di salute) fu eletto il presidente Riccardo Fraccari. I primi anni del 2000 sono disastrosi per quanto concerne i mondiali: 11º, 14º, e una mancata qualificazione a i mondiali del 2001, 2003, e 2005. Nel 2004 venne fondato un importante veicolo di sviluppo del baseball in Italia, la prima Accademia di Baseball in Italia, situata nel centro CONI a Tirrenia e fondata grazie all'aiuto della Major League Baseball. L'accademia ha formato molti giocatori dell'attuale Italian Baseball League e alcuni di loro hanno tentato la strada nel campionato statunitense, tra i quali Alessandro Maestri.
Nel 2006 una rappresentativa italiana (con pochissimi atleti di formazione italiana) partecipò alla prima edizione del World Baseball Classic nel 2006.
Nel 2007 il peggior risultato di sempre all'europeo, settimo posto.

## Italian Baseball League e World Baseball Classic
L'Italia ha partecipato all'edizione 2009 del World Baseball Classic e ha organizzato, insieme alla IBAF, l'edizione 2009 del mondiale di baseball in Italia. L'anno successivo è tornata a vincere il campionato europeo, sconfiggendo il Regno dei Paesi Bassi in finale, successo che si è ripetuto anche due anni dopo con la conquista del decimo titolo europeo.
A livello mondiale, l'Italia, nel 2013 ha ottenuto il miglior risultato nella storia, accedendo alla seconda frase grazie alla vittoria contro Messico e Canada. Al successivo World Baseball Classic 2015 di Taiwan l'Italia ha chiuso all'ultimo posto con cinque sconfitte in altrettante partite. Nel World Baseball Classic l'Italia ha battuto nuovamente il Messico) per poi essere eliminata allo spareggio della prima fase contro il Venezuela. Al termine della competizione mondiale Gilberto Gerali, ex manager del Parma, è subentrato a Marco Mazzieri alla guida della Nazionale..
Per quanto concerne i campionati, gli anni 2000 sono stato caratterizzati dal progetto delle franchigie e dell'Italian Baseball League. A partire dal 2010 il baseball in italia è stato totalmente riorganizzato. È stato introdotto il concetto di franchigia, professionismo e non retrocessione anche tra le società italiane, in analogia con la Major League Baseball statunitense. Ogni franchigia ha una struttura piramidale con una società di vertice che partecipa al massimo campionato, la Italian Baseball League, una squadra di secondo livello e una Under 21. Nella franchigia, qualunque giocatore più spostarsi da una categoria all'altra in base al suo stato fisico o livello di gioco: se un giocatore dell'Under 21 è particolarmente dotato, può spostarsi nel decorso della stagione anche nella squadra di vertice della IBL. Parallelamente si disputa il campionato di federale, con serie A, serie B e serie C federali, che raccorpa tutte le società italiane di livello di gioco e organizzativo inferiore rispetto alla IBL; si tratta di un campionato dilettantistico e la vincitrice si aggiudica lo scudetto ma non viene promossa tra i professionisti.
Il progetto franchigie con otto squadre nella Italian Baseball League e altrettante nella IBL 2 prosegue fino al 2012. Nel 2013, il secondo campionato italiano comprende la IBL 2 e alcune squadre di Serie A federale, poi dal 2014 al 2017 avviene una cesura definitiva fra la Italian Baseball League, il cui nome sarà riportato a Serie A1 nel 2017, e la Serie A Federale che assegna due titoli diversi. 
L'attività giovanile in Italia è stata caratterizzata dall'Accademia Nazionale di Tirrenia anche negli anni 2010 con la formazione di vari giocatori, fra i quali Leonardo Seminati e Cesare Astorri, impegnati nelle leghe professionistiche statunitensi. I campionati italiani giovanili principali racchiudono le categorie U12, U15, U18 e U21.

## Il quadriennio olimpico (2017-20) e il ritorno di Mike Piazza
Il quadriennio 2017-2020 è caratterizzato dal ritorno del baseball ai Giochi Olimpici di Tokyo 2020. Avviene un cambio alla guida della Federazione Italiana Baseball Softball con Andrea Marcon che succede a Riccardo Fraccari (presidente federale dal 2001 al 2016, poi presidente WBSC). Avviene anche un cambio alla guida della nazionale, allenata da Gilberto Gerali. La nazionale italiana ha partecipato alla European Baseball Series nel 2017 sui campi di Verona, Codogno e Godo (due partite vinte su tre contro l'Olanda), poi nel 2018 è stata impegnata due volte nei Paesi Bassi, ottenendo il quinto posto all'Haarlem Week e il secondo posto al Super6, giocato a Hoofddorp (Paesi Bassi) senza aver avuto la possibilità di affrontare gli olandesi in finale. Impegnata anche la nazionale giovanile Under 18 (quarto posto a Grosseto nel 2018).
Nel 2019 a Bonn e Solingen (Germania) si sono tenuti i Campionati europei (7-15 settembre), fondamentali anche per ottenere l'accesso al torneo di qualificazione olimpica (15-23 settembre), riservato alle migliori cinque classificate ed alla miglior classificata del continente africano, disputato a Bologna e Parma. La nazionale italiana arriva in finale vincendo sette incontri consecutivi perdendo a Bonn la finale contro i Paesi Bassi per 5-1 acquisendo così il diritto di partecipazione al torneo di qualificazione per le Olimpiadi.
Nel torneo di qualificazione olimpica, l'Italia chiude al 5º e penultimo posto (davanti alla sola Sudafrica, 0-5) con un record di 2-3, non ottenendo così l'accesso ai giochi olimpici di Tokio. In conseguenza di questo risultato, Gilberto Gerali si dimette da allenatore della nazionale. e il 29 novembre 2019 viene annunciato l'ingaggio di Mike Piazza come nuovo Commissario Tecnico della Nazionale.
Dal punto di vista dei campionati, il massimo campionato italiano torna a denominarsi Serie A1 mantenendo la formula del girone all'italiana da 8 squadre con semifinali e finali playoff. Nel 2018 vengono reintrodotte le promozioni e le retrocessioni anche fra il massimo campionato e la serie cadetta, denominata Serie A2.
Dal 2018, all'interno di un progetto di riforma delle Accademie, il quartier generale dell'Accademia Nazionale è stato spostato al Centro di Preparazione Olimpica CONI all'Acquacetosa a Roma. Inoltre sono nate alcune Accademie Regionali nelle Marche, in Sicilia e in Toscana, quest'ultimo sotto il coordinamento tecnico dell'ex manager dell'Italia Marco Mazzieri. Dal punto di vista dei campionati italiani giovanili, il campionato U21 non si tiene più dal 2018, mentre le altre tre categorie sono rimaste nel programma e la fase finale (una Final Four) di ciascuna rassegna nazionale si è giocata sui tre campi di Modena nella stessa giornata.